# Impatiens tribounii
Impatiens tribounii är en balsaminväxtart som beskrevs av Tatemi Shimizu och Suksathan. Impatiens tribounii ingår i släktet balsaminer, och familjen balsaminväxter. Inga underarter finns listade i Catalogue of Life.